# Olej katechumenów
Olej katechumenów (łac. oleum catechumenorum) – olej używany w trakcie przygotowania katechumenów do chrztu, błogosławiony przez biskupa w Wielki Czwartek podczas mszy krzyżma świętego wraz z olejem Krzyżma i olejem chorych. W Polsce olej katechumenów używany jest w czasie chrztu dorosłych oraz podczas liturgii sprawowanej w nadzwyczajnej formie rytu rzymskiego.
W Nadzwyczajnej Formie Rytu Rzymskiego olej jest wykorzystywany również przy święceniach prezbiteriatu i poświęcenia wody chrzcielnej w Wigilię Paschalną. Dawniej używany był także w czasie koronacji królów.

## Modlitwa wypowiadana nad olejem
Olej błogosławiony jest po modlitwie po komunii. Jeżeli względy duszpasterskie za tym przemawiają, błogosławieństwo może odbyć się po liturgii słowa.
Posługujący umieszczają naczynie z olejem na stole ustawionym w środku prezbiterium. Biskup, wokół którego stoją wieńcem prezbiterzy koncelebrujący, rozkłada ręce i odmawia następującą modlitwę:

Boże, mocy i obrono Twego ludu, Ty stworzyłeś olej, symbol siły, racz pobłogosławić ten olej, udziel męstwa katechumenom, którzy będą nim namaszczeni, aby przyjmując mądrość i moc od Ciebie rozumieli głębiej Ewangelię Chrystusa, śmiało podejmowali trudy chrześcijańskiego życia i stawszy się godnymi przybrania za synów, radowali się z odrodzenia i życia w twoim Kościele. Przez Chrystusa, Pana naszego.